# Takashi Sugiura
Takashi Sugiura   (杉浦 貴 Sugiura Takashi, nacido el 31 de mayo de 1970) es un luchador profesional japonés quien actualmente trabaja para Pro Wrestling Noah (NOAH). Sugiura era un luchador amateur, se unió dojo de NOAH en el año 2000, haciendo su debut profesional el 23 de diciembre de 2000, y convirtiéndose así en el primer luchador en hacer su debut en la lucha libre profesional en NOAH.
Sugiura ha sido cinco veces campeón mundial al ser cuatro veces Campeón Peso Pesado de la GHC y una vez Campeón Mundial Peso Pesado de ZERO1. También fue una vez inaugural Campeón Nacional de la GHC, dos veces Campeón Peso Pesado Junior de la GHC, cinco veces Campeón en Parejas de la GHC, dos veces Campeón Peso Pesado Junior en Parejas de la GHC y fue ganador de Global Tag League (2014, 2015 y 2019) en tres ocasiones y Global League (2014) en una ocasión.

## Carrera

### Pro Wrestling Noah (2000-presente)
Sugiura hizo su debut el 23 de diciembre de 2000, cuando se asoció con Masao Inoue y Takeshi Rikio en una lucha de equipo contra Takeshi Morishima, Yoshinobu Kanemaru y Kentaro Shiga. Inicialmente un luchador de media cartelera, el estilo de influencia estadounidense de Sugiura se hizo popular entre los fanáticos y, finalmente, formó un equipo con Kanemaru apodado "SugiKane". En unos pocos meses, los dos derrotaron a Naomichi Marufuji y KENTA por el Campeonato del Equipo de Etiqueta de Peso Pesado Juvenil de GHC que terminó con la larga e histórica carrera del equipo. Sugiura posee la distinción de ser el único luchador en Pro Wrestling Noah que ha sido un doble campeón en dos ocasiones separadas. En los últimos años, se hizo un nombre en la división de peso pesado al recibir una oportunidad por el título contra el Campeón Peso Pesado de la GHC, Takeshi Morishima, en una lucha de gran prestigio y ganar el Campeonato en Parejas de la GHC junto con Naomichi Marufuji del equipo más grande y fuerte de D 'lo Brown y Bull Buchanan.
En Wrestle Kingdom III llevó al máximo al representante de New Japan Pro-Wrestling Shinsuke Nakamura en un combate por equipos de empresa cruzada con Mitsuharu Misawa e Hirooki Goto como sus respectivos socios, pero se quedó corto y aprovechó el final de Ararmar de Nakamura. Nakamura luego declaró que pronto habrá una lucha individual entre ellos, ya que sintió que estaba avergonzado por un luchador por debajo de sus estándares. Los dos se volvieron a encontrar más tarde en el año en un partido de promoción cruzada, esta vez Sugiura se unió al prospecto de blue chips Go Shiozaki y Nakamura se unieron con el entonces miembro de la colección RISE, Milano Collection AT, que también estaba regresando de una lesión. Shiozaki/Sugiura recogió la victoria y Nakamura exigió una revancha contra el dúo con Hirooki Goto como su compañero en el equipo.
El 20 de julio, se enfrentó a Hiroshi Tanahashi en la primera lucha entre NJPW y NOAH por el Campeonato Peso Pesado de la IWGP. Después de 24 minutos y dos High Fly Flows, Tanahashi retuvo el Campeonato.
Sugiura también participó en el G1 Climax 2009. Con su rival Nakamura en su bloque, se produjo un largo combate anticipado. Aunque perdió lucha, aún logró terminar segundo en su bloque y avanzó a las semifinales perdiendo al ganador final del torneo Togi Makabe. El 6 de diciembre de 2009, Sugiura cubrió a Go Shiozaki para ganar el Campeonato de Peso Pesado de GHC. El 4 de enero de 2010, en Wrestle Kingdom IV en Tokyo Dome, Sugiura defendió exitosamente el título contra Hirooki Goto. El 28 de febrero retuvo su título contra Togi Makabe y luego el 10 de julio contra Yoshihiro Takayama.
El 1 de octubre de 2010, Sugiura viajó a Tamaulipas, México para defender el Campeón Peso Pesado de la GHC, derrotando a Chessman en el evento Lucha Libre AAA Worldwide (AAA) Héroes Inmortales IV.
Sugiura regresó a NJPW el 4 de enero de 2011, en Wrestle Kingdom V, donde él y Yoshihiro Takayama derrotaron a Hirooki Goto y Kazuchika Okada en un duelo por equipos. El 15 de mayo de 2011, Sugiura derrotó a Claudio Castagnoli en Oberhausen, Alemania, para lograr su decimocuarta defensa del Campeonato Peso Pesado de la GHC, batiendo el récord de la mayoría de las defensas, establecido por Kenta Kobashi. El 10 de julio, Sugiura perdió el Campeón Peso Pesado de la GHC para ir a Shiozaki, terminando su reinado en 581 días. El 4 de enero de 2012, Sugiura regresó a NJPW en Wrestle Kingdom VI, donde fue derrotado por Hirooki Goto.
A principios de 2014, Sugiura formó el equipo de la marca Dangan Yankies con Masato Tanaka de Pro Wrestling ZERO1. El dúo trabajó tanto en Noah como en ZERO1, ganando los Campeonatos en Parejas de la GHC y Campeonatos Intercontinentales en Parejas de la NWA en mayo de 2014, el torneo de Furinkazan en diciembre de 2014 y Global Tag League en 2014 y 2015.
El 23 de diciembre de 2015, Sugiura se volvió hacia Noah y se unió al stable heel Suzuki-gun. El 31 de enero de 2016, Sugira derrotó a Naomichi Marufuji para ganar el Campeón Peso Pesado de la GHC por segunda vez. Perdió el título ante Go Shiozaki el 28 de mayo. Sugiura recuperó el título de Shiozaki el 30 de julio. Perdió el título ante Katsuhiko Nakajima en su tercera defensa el 23 de octubre. El 2 de diciembre, Sugiura se volvió contra Suzuki-gun, después de Minoru Suzuki. había desafiado sin éxito a Nakajima por el Campeonato de Peso Pesado de GHC. En enero de 2017, Sugiura formó una alianza con Kaito Kiyomiya, casi como mentor.
En NOAH The Glory 2021, derrotó a Kazuyuki Fujita y ganó el Campeonato Nacional GHC por segunda vez.

## En lucha
- Movimientos finales
  - Ankle lock[2]
  - Olympic Yosen Slam[2] (Olympic slam, sometimes from the top rope)
- Movimientos en firma
  - Snap Suplex
  - Exploder Suplex
  - DDT
  - Spear[9]
  - Yonemitsu Lift[2] (Double leg slam transitioned into a jackknife hold)
  - Front necklock (sometimes used as a finisher)
- Apodos
  - "Killing Machine"

## Campeonatos y logros
- Pro Wrestling NOAH

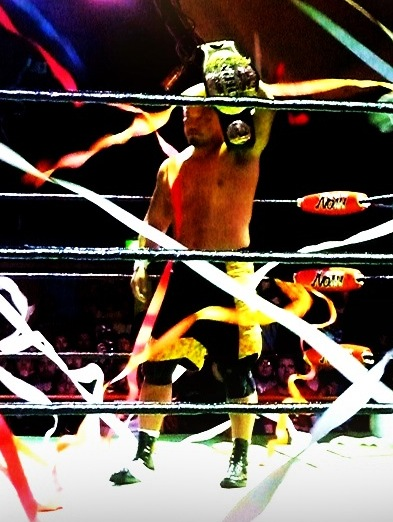
Sugiura como el Campeón Peso Pesado de la GHC en 2011.

  - GHC Heavyweight Championship (4 veces)
  - GHC National Championship (2 veces e inaugural)
  - GHC Tag Team Championship (10 veces) – con Naomichi Marufuji (3), Masato Tanaka (1), Kenoh (1), Kazma Sakamoto (1) Kazushi Sakuraba (1), Hideki Suzuki (1), Satoshi Kojima (1) y Shuhei Taniguchi (1)
  - GHC Junior Heavyweight Championship (2 veces)
  - GHC Junior Heavyweight Tag Team Championship (2 veces) – con Yoshinobu Kanemaru
  - Global League (2014)
  - Global Tag League (2014, 2015 y 2019) – con Masato Tanaka (2) y Kazma Sakamoto

- Pro Wrestling ZERO1
  - ZERO1 World Heavyweight Championship (1 vez)
  - NWA Intercontinental Tag Team Championship (1 vez) – con Masato Tanaka
  - Furinkazan (2014) – con Masato Tanaka

- Westside Xtreme Wrestling
  - Trios Tournament (2006) – con Doug Williams & Yoshinobu Kanemaru

- Pro Wrestling Illustrated
  - Situado en el Nº97 en los PWI 500 de 2006[10]
  - Situado en el Nº218 en los PWI 500 de 2007[11]
  - Situado en el Nº14 en los PWI 500 de 2010[12]
  - Situado en el Nº5 en los PWI 500 de 2011[13]
  - Situado en el Nº24 en los PWI 500 de 2012[14]
  - Situado en el Nº128 en los PWI 500 de 2013[15]
  - Situado en el Nº165 en los PWI 500 de 2014[16]
  - Situado en el Nº211 en los PWI 500 de 2015[17]
  - Situado en el Nº44 en los PWI 500 de 2016[18]
  - Situado en el Nº136 en los PWI 500 de 2017[19]
  - Situado en el Nº101 en los PWI 500 de 2018[20]

- Wrestling Observer Newsletter
  - Lucha 5 estrellas (2020) vs. Go Shiozaki en Final Chronicle el 6 de diciembre